# پارک ملی آلتو کاریری
پارک ملی آلتو کاریری (به پرتغالی: Parque Nacional do Alto Cariri) یک پارک ملی در برزیل است که در باهیا واقع شده‌است.